# Egyptian Premier League 1972/73
Die Egyptian Premier League 1972/73 war die 18. Saison der Egyptian Premier League, der höchsten ägyptischen Meisterschaft im Fußball. Meister wurde zum ersten Mal Ghazl El Mahallah SC, aufgrund der Aufstockung der Liga auf 18 Mannschaften gab es keinen Absteiger. Nicht mehr in der höchsten Spielklasse vertreten waren Al-Sekka Al-Hadid und Suez El-Riyadi. Neu in der höchsten Spielklasse waren Olympic El Qanah FC und El-Plastic.

## Teilnehmende Mannschaften
Folgende zwölf Mannschaften nahmen in der Saison 1972/73 an der Egyptian Premier League teil:
| Mannschaft             | Ort                 | Stadion                             | Kapazität     |
| ---------------------- | ------------------- | ----------------------------------- | ------------- |
| al Ahly Kairo          | Kairo               | Cairo International Stadium         | 74.100        |
| al-Ittihad Al-Sakndary | Alexandria          | Alexandria Stadium                  | 13.660        |
| al-Masry               | Port Said           | Port-Said-Stadion                   | 22.000        |
| Olympic El Qanah FC    | Ismailia            | Ismailia Stadium Suez Canal Stadium | 18.525 10.000 |
| Al Tayaran             |                     |                                     |               |
| al Zamalek SC          | Gizeh               | Cairo International Stadium         | 74,100        |
| Domiat Club            | Damiette            |                                     |               |
| El-Olympi              | Alexandria          | Alexandria Stadium                  | 13.660        |
| Ghazl El Mahallah SC   | al-Mahalla al-Kubra | El Mahalla Stadium                  | 20.000        |
| Ismaily SC             | Ismailia            | Ismailia Stadium                    | 18.525        |
| El-Plastic             | Schubra al-Chaima   |                                     |               |
| Tersana SC             | Gizeh               | Mit Okba Stadium                    | 15.000        |

## Modus
Alle zwölf Mannschaften spielen je zweimal gegeneinander.

## Tabelle
| Pl.             | Verein                  | Sp. | S  | U  | N  | Tore    | Diff. | Punkte |
| --------------- | ----------------------- | --- | -- | -- | -- | ------- | ----- | ------ |
| 1.              | Ghazl El Mahallah SC    | 22  | 13 | 7  | 2  | 029:100 | +19   | 33:11  |
| 2.              | al Zamalek SC           | 22  | 11 | 10 | 1  | 025:100 | +15   | 32:12  |
| 3.              | Ismaily SC (M)          | 22  | 11 | 8  | 3  | 029:130 | +16   | 30:14  |
| 4.              | al Ahly Kairo           | 22  | 10 | 7  | 5  | 020:100 | +10   | 27:17  |
| 5.              | al-Ittihad Al-Sakndary  | 22  | 11 | 5  | 6  | 025:170 | +8    | 27:17  |
| 6.              | Tersana SC (C)          | 22  | 9  | 6  | 7  | 018:180 | ±0    | 24:20  |
| 7.              | El-Olympi               | 22  | 4  | 10 | 8  | 013:190 | −6    | 18:26  |
| 8.              | Olympic El Qanah FC (N) | 22  | 5  | 7  | 10 | 008:150 | −7    | 17:27  |
| 9.              | Domiat Club             | 22  | 4  | 9  | 9  | 013:220 | −9    | 17:27  |
| 10.             | al-Masry                | 22  | 7  | 2  | 13 | 013:270 | −14   | 16:28  |
| 11.             | El-Plastic (N)          | 22  | 3  | 8  | 11 | 014:290 | −15   | 14:30  |
| 12.             | Al Tayaran              | 22  | 2  | 5  | 15 | 009:260 | −17   | 09:35  |
| Stand: Endstand |                         |     |    |    |    |         |       |        |

| (M) | Amtierender Meister     |
| (C) | Amtierender Pokalsieger |
| (N) | Neuaufsteiger           |